# Кубок Франції з футболу 1999—2000
Кубок Франції з футболу 1999–2000 — 83-й розіграш кубкового футбольного турніру у Франції. Титул вдруге поспіль здобув Нант.

## Регламент
Кубок Франції складається з двох етапів:
- відбіркового, який складається з шести регіональних етапів (перші два організовуються в кожному регіоні за своєю схемою для клубів регіональних ліг, наступні чотири організовуються в регіонах централізовано за участі клубів з національних аматорських і напівпрофесіональних ліг) та двох національних етапів (7-й і 8-й етап, з 7-го стартують клуби Дивізіону 2 та представники заморських територій);
- фінального, який починається з 1/32 фіналу — з цього раунду стартують клуби провідного Дивізіону 1.

## 1/32 фіналу
| Команда 1             | Рахунок      | Команда 2       |
| --------------------- | ------------ | --------------- |
| 21 січня 2000         |              |                 |
| Ам'єн (2)             | 1:0          | Осер            |
| Лор'ян (2)            | 2:1          | Монпельє        |
| Ренн                  | 2:0          | Шатору (2)      |
| Геньон (2)            | 1:0          | Кретей (2)      |
| 22 січня 2000         |              |                 |
| Леваллуа (5)          | 0:1          | Ред Стар (3)    |
| Мариньян (5)          | 0:1          | Страсбур        |
| Мондвіль (5)          | 0:2          | Валанс (2)      |
| Бом-ле-Дам (5)        | 1:1 пен. 5:3 | Еврі (3)        |
| Монсо (6)             | 3:2          | Везуль (5)      |
| Пасі-сюр-Ер (3)       | 0:2          | Мец             |
| Расінг Клуб Парі (5)  | 0:1          | Монако          |
| Шильтігайм (5)        | 1:3          | Бордо           |
| Ліон-Дюшер (6)        | 1:3          | Ніор (2)        |
| Расінг (Безансон) (3) | 2:1          | Ланс            |
| Ле-Ерб'є (5)          | 3:0          | Комп'єнь (6)    |
| Кале (4)              | 1:1 пен. 7:6 | Лілль (2)       |
| Лаваль (2)            | 0:0 пен. 3:2 | Седан           |
| Ванн (4)              | 0:1          | Труа            |
| Понтіві (4)           | 1:0          | Брест (4)       |
| Каркассонн (5)        | 1:4          | Нант            |
| Нім (2)               | 2:0          | Луан-Кюїзо (2)  |
| Сошо (2)              | 2:2 пен. 2:4 | Гавр            |
| Туар (3)              | 1:0          | Нансі           |
| Гренобль (3)          | 1:2 дч       | Сент-Етьєн      |
| Сен-Кантен (4)        | 1:0          | Бастія          |
| Лімож (4)             | 3:4          | Парі Сен-Жермен |
| Тур (4)               | 0:1 дч       | Ліон            |
| Сегре (4)             | 0:1          | Марсель         |
| Ла-Рош-сюр-Іон (6)    | 1:1 пен. 4:5 | Тулуза (2)      |
| Порто-Веккіо (4)      | 1:1 пен. 4:3 | Во-ан-Велен (5) |
| Оріяк (4)             | 0:1          | Канн (2)        |
| 23 січня 2000         |              |                 |
| Лангон-Кастетс (5)    | 3:0          | Монтаньяр (5)   |

## 1/16 фіналу
| Команда 1             | Рахунок      | Команда 2          |
| --------------------- | ------------ | ------------------ |
| 11 лютого 2000        |              |                    |
| Сент-Етьєн            | 0:0 пен. 3:4 | Лор'ян (2)         |
| Ніор (2)              | 0:3          | Канн (2)           |
| Ам'єн (2)             | 1:1 пен. 5:4 | Лаваль (2)         |
| Расінг (Безансон) (3) | 2:2 пен. 2:4 | Страсбур           |
| 12 лютого 2000        |              |                    |
| Ліон                  | 1:0          | Труа               |
| Монсо (6)             | 0:6          | Нант               |
| Ред Стар (3)          | 1:0          | Гавр               |
| Марсель               | 3:4          | Геньон (2)         |
| Туар (3)              | 1:2          | Монако             |
| Порто-Веккіо (4)      | 1:4          | Бордо              |
| Сен-Кантен (4)        | 1:3 дч       | Мец                |
| Ле-Ерб'є (5)          | 0:4          | Ренн               |
| Кале (4)              | 3:0          | Лангон-Кастетс (5) |
| Понтіві (4)           | 2:1          | Валанс (2)         |
| Бом-ле-Дам (5)        | 0:2          | Парі Сен-Жермен    |
| Нім (2)               | 1:0          | Тулуза (2)         |

## 1/8 фіналу
| Команда 1      | Рахунок      | Команда 2       |
| -------------- | ------------ | --------------- |
| 3 березня 2000 |              |                 |
| Ренн           | 3:2          | Лор'ян (2)      |
| 4 березня 2000 |              |                 |
| Бордо          | 1:0          | Мец             |
| Ред Стар (3)   | 1:2          | Ліон            |
| Нант           | 0:0 пен. 5:3 | Геньон (2)      |
| Нім (2)        | 2:0          | Ам'єн (2)       |
| Кале (4)       | 1:1 пен. 4:1 | Канн (2)        |
| 5 березня 2000 |              |                 |
| Страсбур       | 1:0          | Парі Сен-Жермен |
| Понтіві (4)    | 0:4          | Монако          |

## 1/4 фіналу
| Команда 1       | Рахунок | Команда 2 |
| --------------- | ------- | --------- |
| 18 березня 2000 |         |           |
| Кале (4)        | 2:1     | Страсбур  |
| Бордо           | 1:0     | Нім (2)   |
| 19 березня 2000 |         |           |
| Нант            | 2:1 дч  | Ренн      |
| Ліон            | 1:3     | Монако    |

## 1/2 фіналу
| Команда 1      | Рахунок | Команда 2 |
| -------------- | ------- | --------- |
| 12 квітня 2000 |         |           |
| Кале (4)       | 3:1 дч  | Бордо     |
| Монако         | 0:1     | Нант      |

## Фінал
| 7 травня 2000 |

| Кале (4)   | 1:2      | Нант                        |
| ---------- | -------- | --------------------------- |
| Дютітр 34' | Протокол | Сіб'єрський 50', 90' (пен.) |

| Стад-де-Франс, Сен-Дені Глядачів: 78 717 Арбітр: Клод Коломбо |